# Buderscheid
Buderscheid (en luxemburguès: Bidscht; en alemany:  Buderscheid) és una vila i capital de la comuna de Goesdorf situada al districte de Diekirch del cantó de Wiltz. Està a uns 38 km de distància de la ciutat de Luxemburg.